# 约瑟夫·马克思
约瑟夫·鲁伯特·鲁道夫·马克思（德語：Joseph Rupert Rudolf Marx，1882年5月11日—1964年9月3日），奥地利作曲家，音乐教育家。

## 生平
早年在格拉茨学习哲学，20多岁才开始作曲。后移居维也纳，担任教师和音乐评论员。约瑟夫·马克思的作品都是调性音乐，风格比较保守。他主要以艺术歌曲著名，他的歌曲有些接近印象主义，以丰富的和声与旋律著称。